# Gertrude Bloede
Gertrude Bloede (ur. 1845, zm. 1905) – poetka amerykańska.

## Życiorys
Gertrude Bloede była z pochodzenia Niemką. Urodziła się w Dreźnie. W 1828, w czasie Wiosny Ludów, jej rodzice wyemigrowali do Stanów Zjednoczonych. Matka Gertrudy sama była uznana poetką, a jej ojciec pracował jako wydawca pisma New-Yorker Demokrat. Gertruda odebrała edukację domową. Jakkolwiek była osobą skromną, rzadko udzielająca się w towarzystwie, znała ówczesnych nowojorskich literatów. Mieszkała z siostrą i jej mężem na Brooklynie. O sobie powiedziała: There is very little to tell. I have published five volumes of poems, and that is all. I live very quietly. I go into society but little, and I do not belong to anything. Około 1881 pozowała do portretu Abbottowi Handersonowi Thayerowi, który był jej drugim szwagrem.
Brat poetki, Victor Gustav Bloede, był znanym chemikiem. 

## Twórczość
Gertrude Bloede pisała po angielsku pod pseudonimem Stuart Sterne. W 1878 opublikowała poemat wierszem białym Angelo. Utwór odniósł niezwykły sukces. W 1897 ukazało się jego dwudzieste pierwsze wydanie. Oprócz tego poetka napisała poemat Giorgio (1881), tomik Beyond the Shadows and Other Poems (1888) i poemat Piero da Castiglione (1890). Wydała również powieść The Story of Two Lives (1892).